# Nails (película)
Nails (conocida en Hispanoamérica como Las garras del diablo o Paranormal) es una película de terror de 2017 producida entre Irlanda y el Reino Unido, dirigida por Dennis Bartok y protagonizada por Shauna Macdonald, Steve Wall, Leah McNamara y Ross Noble. Fue estrenada el 20 de febrero de 2017 en el Festival Internacional de Cine de Dublín.

## Sinopsis
Dana Milgrom es una entrenadora de atletismo que es violentamente arrollada por un auto. Inicia su recuperación en un hospital de poca monta, donde habitan oscuros secretos de infanticidios, perpetrados por un ayudante de enfermería conocido como «Uñas». Ante una inquietante presencia que la acecha por las noches en su cuarto del hospital, Dana empieza a temer por su vida.

## Reparto
- Shauna Macdonald es Dana Milgrom
- Steve Wall es Steve Milgrom
- Leah McNamara es Gemma Milgrom
- Ross Noble es Trevor
- Richard Foster-King es Eric Nilsson / Uñas
- Robert O'Mahoney es Ron Stengel
- Charlotte Bradley es Elizabeth Leaming
- Muireann D'Arcy es Ashley